# Piotr Świerczewski
Piotr Jarosław Świerczewski (Nowy Sącz, 8 aprile 1972) è un allenatore di calcio ed ex calciatore polacco, di ruolo centrocampista.

## Palmarès

### Giocatore

#### Club

##### Competizioni nazionali
- Coppa di Polonia: 4

GKS Katowice: 1990-1991, 1992-1993
Lech Poznań: 2003-2004
Dyskobolia: 2006-2007
- Supercoppa di Polonia: 2

GKS Katowice: 1991
Lech Poznań: 2004

##### Competizioni internazionali
- Coppa Intertoto UEFA: 1

Bastia: 1997

#### Nazionale
- Argento olimpico: 1

Barcellona 1992